# Hijas
Hijas es una localidad del municipio de Puente Viesgo (Cantabria, España). En el año 2020 contaba con una población de 205 habitantes (INE). La localidad se encuentra situada a 190 metros de altitud sobre el nivel del mar, y a 3,2 kilómetros de distancia de la capital municipal, Puente Viesgo.
Su fiesta principal es San Vitores. En ella, se lleva a cabo un concurso de Brisca. Una de las ganadoras más famosas de la localidad es Manuela, popularmente conocida como Pitita.